# こころのチキンスープ
こころのチキンスープ（Chicken Soup for the Soul）は、アメリカ合衆国の会社及び同社が出版した本のシリーズである。1993年、ジャック・キャンフィールドとマーク・ビクター ハンセンが「こころのチキンスープ」第1集を出版した。普通の人間の生き方を描き、読者の心を温める物語である。
日本版は、ダイヤモンド社から順次シリーズで刊行され、日本でもベストセラーとなっている。内容は英語版を訳したものであるが、一部で内容の修正等がされているという。
発刊時の1995年の日本は、阪神・淡路大震災や地下鉄サリン事件、激しい経済の混乱で殺伐としており、そんな世相下でこの本が売れ行きを伸ばした。
- 「こころのチキンスープ 愛の奇跡の物語」　ジャック・キャンフィールド;マーク・V・ハンセン編著、木村真理;土屋繁樹共訳、ダイヤモンド社、1995年7月1日刊、256ページ、ISBN 447873092X　
　シリーズ以下続巻。